# Verds Ecologistes
Verds Ecologistes (grec Οικολόγοι Πράσινοι, Oikologoi Prasinoi) és un partit polític grec d'ideologia ecologista fundat el 2002, malgrat la renuència a participar en política dels ecologistes grecs. És membre del Partit Verd Europeu.
El Fòrum Ecològic, organisme que conduí la creació del partit, va ser fundat després d'una proposta del grup local del Moviment Ecològic de Tessalònica (Οικολογική Κίνηση Θεσσαλονίκης, Oikologiki Kinisi Thessalonikis), i va reunir membres de l'organització "Política Verda "(Πράσινη Πολιτική, Prasini Politiki), l'anterior membre grec del Partit Verd Europeu, amb altres grups ecologistes locals independents i ecologistes.
El 7 i 8 de desembre de 2002, l'Eco Fòrum convocà una conferència que es va reunir a l'edifici de l'Associació d'Advocats d'Atenes, i va decidir establir els Verds Ecologistes i va elegir a 18 membres del consell per coordinar l'establiment d'una nova entitat política. En els propers mesos, es van crear grups d'enfocament per a donar forma a la constitució i les posicions polítiques del cos, que van ser adoptats pel primer congrés del partit el maig de 2003 a la Universitat Panteion. No ha assolit representació parlamentària.

## Resultats electorals

### Eleccions legislatives
| Any       | Parlament Hel·lènic  | Parlament Hel·lènic  | Parlament Hel·lènic  | Parlament Hel·lènic  | Pos.                 | Govern               |
| Any       | Vots                 | %                    | Escons               | +/−                  | Pos.                 | Govern               |
| --------- | -------------------- | -------------------- | -------------------- | -------------------- | -------------------- | -------------------- |
| 2007      | 75,502               | 1.05%                | 0 / 300              | Nou                  | 6è                   | Extraparlamentari    |
| 2009      | 173,589              | 2.53%                | 0 / 300              | =                    | 6è                   | Extraparlamentari    |
| 2012 (I)  | 185,485              | 2.93%                | 0 / 300              | =                    | 8è                   | Extraparlamentari    |
| 2012 (II) | 54,408               | 0.88%                | 0 / 300              | =                    | 10è                  | Extraparlamentari    |
| 2015 (I)  | Dins de SYRIZA       | Dins de SYRIZA       | 1 / 300              | 1                    | 1r                   | Coalició             |
| 2015 (II) | Dins de SYRIZA       | Dins de SYRIZA       | 2 / 300              | 1                    | 1r                   | Coalició             |
| 2019      | No hi van participar | No hi van participar | No hi van participar | No hi van participar | No hi van participar | No hi van participar |
| 2023 (I)  | 35,174               | 0.60%                | 0 / 300              | =                    | 12è                  | Extraparlamentari    |
| 2023 (II) | 21,054               | 0.40%                | 0 / 300              | =                    | 12è                  | Extraparlamentari    |

### Eleccions europees
| Any  | Vots                | %                   | Escons | +/- | Grup      |
| ---- | ------------------- | ------------------- | ------ | --- | --------- |
| 2004 | 40,873              | 0.67                | 0 / 24 | Nou | -         |
| 2009 | 178,964             | 3.49                | 1 / 22 | 1   | Verds/ALE |
| 2014 | Coalició OP-Pirates | Coalició OP-Pirates | 0 / 21 | 1   | -         |
| 2019 | 49,418              | 0.87                | 0 / 21 | =   | -         |